# Иосиф Будило
Иосиф Будил(л)о (реже Осип Будила) (пол. Józef Budziłło) — шляхтич Киевского воеводства, участник обороны Кремля от отрядов русского ополчения. Его мемуары служат важнейшим источником по истории гарнизона Речи Посполитой в Москве.
Участие в русской Смуте начал в 1607 году в рядах сподвижников Лжедмитрия II в качестве мозырского хорунжего. В 1609 году совместно с «тушинцами» осаждал Ярославль. После вмешательства в русскую Смуту Швеции (1610), перешёл на сторону польского правительства и начал действовать под началом польских военачальников. Капитулировал в Москве войску Дмитрия Пожарского 7 ноября 1612 года. Последние годы жизни провёл в заключении в Нижнем Новгороде. Согласно польским сведениям, освобождён после 1619 года.

## Сочинения
- Иосиф Будило. Дневник событий, относящихся к смутному времени, ч. 1
- Иосиф Будило. Дневник событий, относящихся к смутному времени, ч. 2
- Иосиф Будило. Дневник событий, относящихся к смутному времени, ч. 3